# Tor (xarxa)
Tor, acrònim de The Onion Routing ("L'Enrutament de la ceba") és un programari lliure que permet navegar anònimament per Internet. Tor dirigeix el tràfic d'Internet a través d'una xarxa voluntària d'abast mundial formada per més de sis mil nodes, els quals permeten ocultar la identitat, ubicació i tràfic d'Internet de l'usuari als programes de vigilància o monitoratge. Aquesta xarxa dificulta que l'activitat a Internet d'un usuari (visites a pàgines web, enviament de missatges, etc.) es pugui resseguir de manera inversa, de tal manera que hom utilitza Tor per protegir la pròpia privadesa o per dur a terme activitats en un entorn confidencial. Segons l'NSA, Tor és "el rei de l'anonimitat a Internet d'alta seguretat i baixa latència", i "no és previsible que surtin candidats a disputar-li aquesta posició." Hom calcula que cada dia hi entren dos milions i mig d'usuaris, cosa que en fa el sistema de comunicació anònima per Internet més popular. Segons l'OTAN, les tecnologies d'anonimització de la comunicació com Tor continuaran proliferant i, malgrat l'interès que genera, els aspectes tècnics i legals al seu voltant segueixen essent força desconeguts.
El terme anglosaxó onion routing (encaminament ceba) fa referència al protocol d'encriptació de les comunicacions, que presenta una forma que recorda les capes d'una ceba per tal de garantir l'anonimat dels usuaris i les comunicacions. Tor encripta les dades diversos cops, inclosa l'adreça IP de destinació, i les envia a través d'un circuit virtual constituït per diversos nodes Tor, triats a l'atzar. Cada node desencripta una part de les dades i revela sols a quin node següent del circuit ha de passar la resta de la informació. El darrer node desencripta l'última capa d'encriptació i envia les dades originals al seu destinatari sense revelar, o ni tan sols saber, des de quina adreça IP se li ha fet arribar. Per tal com l'enrutament de les comunicacions està parcialment encriptat a cada salt dins de la xarxa Tor, aquest mètode impedeix la possibilitat de refer l'origen de la comunicació mitjançant operacions de vigilància que es basen a conèixer l'origen i la destinació de les comunicacions.

## Història
La xarxa va ser creada per una divisió tecnològica de la marina dels Estats Units l'any 2003 com a sistema de protecció de les comunicacions per Internet de tota la flota dels Estats Units. No gaires anys després, però, i amb el nom de Tor, ja era emprat per moltes organitzacions, empreses i particulars que volen fer servir internet amb seguretat i anònimament. La relativa popularització del sistema fou ulterior i es relaciona amb el famós cas d'Edward Snowden i les seves revelacions.Molts la defensen com una de les armes més importants que tenen els qui lluiten per protegir la llibertat de comunicació arreu del món. D'altres en destaquen que és l'instrument d'accés a la 'zona fosca' d'internet, refugi de pederastes, terroristes, traficants de persones, d'armes i altres formes de delinqüència. Les pàgines d'informació sobre internet i programari que parlen de Tor solen advertir que el sol fet d'emprar aquest navegador i aquesta xarxa pot fer de l'usuari objecte d'interès i de seguiment dels principals serveis de policia i d'intel·ligència del món, especialment de l'NSA.
La segona biblioteca que implementà un node de Tor fou la Biblioteca Pública Las Naves (de València) i aquesta implementació es donà els primers mesos de 2016.

## Interfície d'entrada[calcitació]
Tor només permet anonimitzar trànsit TCP. Les aplicacions accedeixen a la xarxa TOR a través de la interfície SOCKS la qual cosa vol dir que tota aplicació amb suport SOCKS pot usar TOR per realitzar comunicacions anònimes sense necessitat de modificacions addicionals. El client Tor rep trànsit SOCKS des de les nostres aplicacions i després, de manera transparent, s'encarrega de comunicar-se amb els routers de la xarxa Tor per enviar les peticions i posteriorment retornar-nos els resultats.
SOCKS és un protocol que facilita l'enrutament de paquets que s'envien entre un client i un servidor a través d'un servidor intermediari. Segons la pila de protocols OSI està en el nivell 5 (sessió). Segons la pila de protocols IP està en la capa d'aplicació. En els primers intents d'usar (encaminament de ceba), es requeria un servidor intermediari d'aplicació per a cada protocol d'aplicació suportat. Això comportava molta feina i provocava que alguns proxys no fossin escrits mai i, per tant, algunes aplicacions mai van ser suportades. Tor fa servir SOCKS per, de cop, suportar la majoria de programes basats en TCP sense fer cap modificació.
Observar que quan naveguem per internet fem dos tipus de peticions: 
- Peticions DNS perquè el servidor de DNS que ens digui l'adreça IP d'una URL

- Peticions HTTP a les adreces IP de servidor web que allotja la informació.

Si no passem per Tor les recerques amb DNS que fan els navegadors, poden ser un problema de privacitat, ja que si les peticions es manen directament a través de la xarxa regular, un atacant podria deduir quins llocs s'estan visitant a través de Tor, ja que abans de navegar per ells es pregunta per DNS quina IP tenen. Per tant, cal redirigir el tràfic de DNS per la xarxa Tor. Algunes aplicacions converteixen directament el tràfic del protocol de la capa d'aplicació en trànsit SOCKS. Per exemple Firefox permet convertir tant el trànsit DNS com l'HTTP a SOCKS i enviar a el client Tor. Altres aplicacions necessiten redirigir el tràfic del protocol de la capa d'aplicació cap a un intermediari que realitzi la conversió a el protocol SOCKS. Per exemple si tinguéssim un navegador que no permetés el trànsit HTTP i DNS, via SOCKS podria usar privoxy per a acomplir aquesta tasca (i podríem aprofitar per filtrar les peticions HTTP). Si tenim una aplicació genèrica que no suporta SOCKS i volem que el seu trànsit TCP es converteixi a format SOCKS per després passar-lo a el client Tor, cal utilitzar una aplicació addicional. En linux podríem utilitzar la comanda torify (d'aquí ve el terme torificar). Al Windows podríem fer servir Freecap (programari lliure), SocksCap o Torcap.

## Per què utilitzar la xarxa TOR[calcitació]
Hi ha molts motius pel que un pot fer servir la xarxa Tor, alguns legals, altres il·legals. Però els principals avantatges els podríem classificar en les següents categories:
Bloquejar rastrejadors: a tots ens ha passat que, a l'hora de buscar qualsevol producte a la xarxa, unes hores després ens aparegui publicitat sobre aquest producte o productes relacionats. És per això que un dels motius d'usar un navegador Tor, és que cada lloc web que consultes s'aïlla, d'aquesta manera, els rastrejadors de tercers i generadors de publicitat no poden «seguir» i, per tant, no poden mostrar publicitat sobre les teves consultes web. Un altre avantatge és que les galetes, historial de navegació i cau web, no es guarden en els navegadors Tor.
Vigilància: si algú s'infiltra en la nostra xarxa local domèstica, pot saber, veure, i fins i tot consultar tota la nostra activitat que realitzem en línia, sigui el que sigui. Per això usar la xarxa Tor ens garanteix que, si algú s'ha infiltrat a la nostra xarxa, no podrà saber el que estem fent a Internet.
Identificació: quan naveguem amb un navegador d'ús corrent, sense adonar-nos estem generant i deixant un rastre únic que pot permetre identificar-nos a nosaltres i saber tot el que estem fent. Això és a causa de l'ús de supercookies, galetes i per descomptat, la nostra adreça IP pública. En canvi, si fem servir un navegador web Tor, això no es pot fer, o almenys, serà molt més difícil que si no ho féssim servir.
Seguretat: la xarxa Tor i els seus navegadors funcionen xifrant diverses vegades tots els paquets que transmetem i rebem quan estem navegant, passant per diversos nodes de Tor afegint diverses capes de seguretat. Gràcies a això, la seguretat i privacitat està gairebé garantida, tot i que hem de tenir en compte que tot deixa un rastre i la seguretat a el 100% no existeix.
Llibertat: sense cap dubte, un dels motius més importants pel que usar la xarxa Tor, és el poder accedir a tota la informació sense censura. Actualment molts governs de països intenten ocultar als seus ciutadans certa informació, limitant l'accés a diferents webs o portals a Internet.
Usant un navegador Tor, evites, com s'ha comentat abans, que els rastrejadors de tercers recopilin les dades de navegació perquè després empreses et mostrin publicitat. A més, si vius en un país on la teva govern et oculta informació, usant la xarxa Tor, podràs saltar-te els bloquejos que s'apliquen per accedir a aquesta informació.

## Com es pot utilitzar la xarxa TOR[calcitació]
La forma més fàcil de poder utilitzar la xarxa Tor és descarregant-un navegador web Tor. Un dels navegadors més famosos és Tor Browser, que es pot descarregar des del web oficial. No obstant això, hi ha molts més navegadors que podeu usar, però que depenen d'extensions o introduir un codi per activar l'opció de navegar per la xarxa Tor, com, per exemple, Mozilla Firefox, Brave, etc. El nostre consell és que feu servir Tor Browser, per ja venir preparat per navegar sense haver de fer res més.
Una cosa que hem de tenir clar que fa a la xarxa Tor és que no hi ha cercadors de contingut, com passa amb Google o Bing, i que hem d'introduir nosaltres l'enllaç de la pàgina web que volem anar. Una forma senzilla per començar seria consultant The Hidden Wiki, des d'un navegador Tor.
En el cas que vulgueu tenir la major seguretat i privacitat possible, us recomanem descarregar el sistema operatiu Tails, un sistema operatiu dissenyat específicament per ser el més anònims possible a Internet, i que és completament gratuït.

## Funcionament[calcitació]
Un dels objectius principals dels desenvolupadors de la xarxa Tor, és aconseguir que qui usi Internet tingui la seva identitat protegida, és a dir, no es pugui rastrejar de cap manera el trànsit que envia un usuari, per a no poder arribar fins ell, o almenys, que sigui realment difícil el seu rastreig. En l'actualitat, la xarxa Tor és sobretot utilitzada per molts usuaris per a garantir la seva privacitat en les pàgines web que consulta.
Encara que la xarxa Tor no està especialment dissenyada per a això, es va descobrir que usant la seva xarxa és molt més difícil que programes o països que vigilen i bloquegen l'accés a cert contingut l'aconsegueixin, i, per tant, l'usuari pugui accedir i no ser detectat. Per aquest motiu, la xarxa Tor és molt usada en països o llocs on les comunicacions estan extremadament vigilades i on es persegueixen a les persones que intenten accedir a aquesta mena d'informació.
L'enrutat anònim no garanteix que, si us connecteu un lloc web, aquest no pugui saber d'on prové la connexió. Això succeeix perquè els protocols de nivell superior poden transmetre informació sobre la identitat, és a dir, la xarxa Tor funciona xifrant tota la informació en l'entrada (navegador usuari) i la desxifra en la sortida (servidor on allotja la web), per això, qui disposi d'un encaminador de sortida de la xarxa Tor, pot veure tota la informació desxifrada pel que, encara que no pugui conèixer l'emissor, sí que pot accedir a la informació. Aquesta és una de les febleses utilitzades pels qui intenten identificar el trànsit de la xarxa Tor.
Un exemple el tenim en Dan Egerstad, un expert en seguretat informàtica, que va crear un servidor en la xarxa Tor i controlava tota la informació que sortia per ell feia Internet. Gràcies a això, va aconseguir contrasenyes d'importants empreses, ambaixades de tot el món i altres institucions. Per a intentar solucionar aquesta gran fallada de la xarxa Tor, i assegurar-se que ningú pot accedir a la informació que s'està enviant, s'aconsella usar HTTPS, ja que usa el protocol segur TLS.
La xarxa Tor està formada per una sèrie de nodes que es comuniquen mitjançant el protocol TLS. Aquests nodes poden ser:
Nodes OR: Aquests nodes funcionen com encaminadores, i en alguns casos, a més, com DNS. Els nodes OR mantenen una connexió TLS amb cadascun dels altres OR.
Nodes OP: Quan executem el navegador web Tor, aquests fan la funció de node OP i la seva funció és obtenir la informació del servei de directori, establir circuits aleatoris a través de la xarxa, i manejar connexions d'aplicacions de l'usuari.

## Comparació entre TOR i I2P[calcitació]
TOR i el rutat Onion són totes dues xarxes de proxies anònimes, que permeten a la gent sortir a través de la seva xarxa ja barrejada de baixa latència. Les dues primeres diferències entre Tor/*Onion-*Routing i I2P estan de nou relacionades amb les diferències en el model d'amenaces i el disseny dels outproxies (a través de Tor suporta també serveis ocults). A més, Tor usa un enfocament basat en directoris - creant un punt central per a manejar la 'vista' general de les xarxes, i a més s'obtenen més estadístiques, al contrari que la base de dades de la xarxa dsitribuida d'I2P i la selecció de parells.
El outproxy d'I2P/Tor té diverses febleses contra certa mena d'atacs - una vegada que la comunicació deixa la xarxa Tor, adversaris passius poden fer més fàcilment atacs d'anàlisis. A més els outproxies tenen accés al text en clar transferit en les dues adreces, i els outproxies són propensos a abusos, i a més hem de tenir en compte altres atacs possibles dins de la Internet normal.
Així i tot, molta gent no té perquè preocupar-se per aquestes situacions, ja que no estan dins del model d'amenaces. I a més això està fora de l'abast (formal) d'I2P (si la gent desitja construir un outproxy sobre la capa de comunicació anònima, poden fer-ho). De fet, actualment alguns usuaris utilitzen el outproxy de Tor.

## Serveis i programari[calcitació]
El projecte de Tor manté un conjunt creixent de programari i serveis a ordre de fer l'experiència dels usuaris més segura i més anònima.
- Torbutton: és un camí d'un clic per usuaris de Firefox, per habilitar o inutilitzar Tor dins Firefox. Per seguir segur, Torbutton inutilitza molts tipus de contingut actiu.
- Tor Browser Bundle: conté tot el que és necessari de manera segura per explorar a Internet. Aquest paquet no requereix cap instal·lació. És extracte i just.
- Vidalia: és un Tor gràfic controlador. Permet veure d'on són les connexions del món i configurar Tor sense rebre fitxers de configuració i codi.
- Arm: és un monitor d'estatus terminal per Tor. Aquestes funcions com el cim es fan per ús de sistema, proporcionant a la informació de temps real en la utilització del recurs de Tor i estat.
- TorBEL: és un servei que altres poden consulta per determinar si una IP és un tor-node de sortida o no, i si és així, damunt quin TCP el transfereix deixa tràfic. Tor Comprova el lloc web determina si ets amb èxit explorat amb Tor.
- GetTor: és un programa per servir Tor i va narrar fitxers damunt SMTP. Els usuaris interactuen amb GetTor per enviar-lo e-mail.
- Orbot: en col·laboració amb El Projecte de Guardià, s'ha desenvolupat Tor damunt l'Android de Google sistema operatiu mòbil. Una aplicació narrada és Orlib; una biblioteca per ús per qualsevol aplicació d'Android per enviar tràfic d'Internet a través d'Orbot/Tor.

## Serveis ocults interessants en la deep web de Tor[calcitació]
- Open Hacking Lab: es tracta d'un blog enfocat completament a la seguretat ofensiva i tècniques de hacking aplicades “in the wild”. S'actualitza regularment i té alguns post que són realment bons.
- Cerberus Malware Repository: es tracta d'un repositori bastant complet de mostres de malware, categoritzades en seccions i amb la possibilitat de descarregar el codi complet de cada mostra. Resulta molt útil per a estudiar sobre com es desenvolupen aquest tipus de programes i també, per a analitzar-los des d'una eina com Cuckoo Sandbox.
- OnionTube: permet compartir vídeos anònimament sobre Tor. Simplement permet pujar vídeos i posteriorment compartir-los a qualsevol partint d'un enllaç generat per OnionTube. No s'admet contingut il·legal segons les regles i a més, cada vídeo pujat no es comparteix públicament amb tots els usuaris que visiten OnionTube, és necessari conèixer la direcció onion del vídeo.
- OnionDir: és un dels directoris de llocs onion més complets i millor categoritzats que hi ha a la data de redactar aquest post. No obstant això, no filtra continguts il·legals i cp, amb la qual cosa alguns enllaços poden ser bastant desagradables. El millor és navegar per les categories de “Communication”, “Libraries/Wikis”, “Hosting” i altres similars. Solen haver-hi enllaços a llocs molt interessants amb informació útil.
- Hidden Answers: es tracta d'un servei similar, encara que òbviament donat el context, les preguntes que formulen els usuaris a vegades solen sortir-se del normal/habitual. Així i tot, és interessant veure que moltes de les preguntes formulades estan relacionades amb el hacking i l'anonimat.
- TorGuerrillaMail: es tracta d'un servei de correu electrònic temporal, molt útil en el cas d'establir comunicacions amb algú sense necessitat de donar una adreça de correu real. No és necessari registrar-se i un compte pot durar fins a 1 hora.
- Sinbox: un altre bon servei de correu electrònic en la xarxa de TOR, el qual compta amb una interfície senzilla però completament funcional, a més no requereix l'ús de Javascript o cookies.
- TorCH: s'ha convertit en un dels cercadors més populars en la deep web, ja que compta amb un directori d'adreces bastant extens i un bon motor de cerca que permet trobar serveis ocults en la web profunda de TOR amb els criteris establerts.
- 0day Forum: una vegada et registres en aquest fòrum, tens accés a una xarxa bastant àmplia d'usuaris que comenten sobre novetats en el món de la seguretat informàtica, especialment sobre vulnerabilitats recents que s'estan explotant “in the wild”. També es troba en la clearweb.
- Anoninbox: es tracta d'un servei de correu electrònic basat en Tor i que (suposadament) té per objectiu brindar bons nivells de privacitat als seus usuaris.